# Гела (нос)
Вижте пояснителната страница за други значения на Гела.
Носът Гела (на английски: Gela Point) е остър и нисък, свободен от лед морски нос на югоизточния бряг на полуостров Рожен, остров Ливингстън, вдаващ се 300 м на изток в протока Брансфийлд. Разположен 5.1 км на изток-североизток от нос Ботев, 700 м на изток-югоизток от връх Ямбол и 4.1 км на запад-югозапад от нос Самуил. Образуван от разклонение на връх Ямбол, оформен в резултат на отдръпването на ледника Преспа в края на 20 и началото на 21 век.
Координатите му са: 62°44′30″ ю. ш. 60°13′28″ з. д. / 62.741667° ю. ш. 60.224444° з. д..
Наименуван е на селището Гела в Южна България. Името е официално дадено на 15 декември 2006 г.
Българско топографско проучване: Тангра 2004/05.
Българско картографиране от 2009 и 2012 г.

## Карти
- L.L. Ivanov et al, Antarctica: Livingston Island, South Shetland Islands (from English Strait to Morton Strait, with illustrations and ice-cover distribution), 1:100000 scale topographic map, Antarctic Place-names Commission of Bulgaria, Sofia, 2005
- Л. Иванов. Антарктика: Остров Ливингстън и острови Гринуич, Робърт, Сноу и Смит. Топографска карта в мащаб 1:120000. Троян: Фондация Манфред Вьорнер, 2009. ISBN 978-954-92032-4-0
- Л. Иванов. Карта на остров Ливингстън. В: Иванов, Л. и Н. Иванова. Антарктика: Природа, история, усвояване, географски имена и българско участие. София: Фондация Манфред Вьорнер, 2014. с. 18-19. ISBN 978-619-90008-1-6